# Заводь

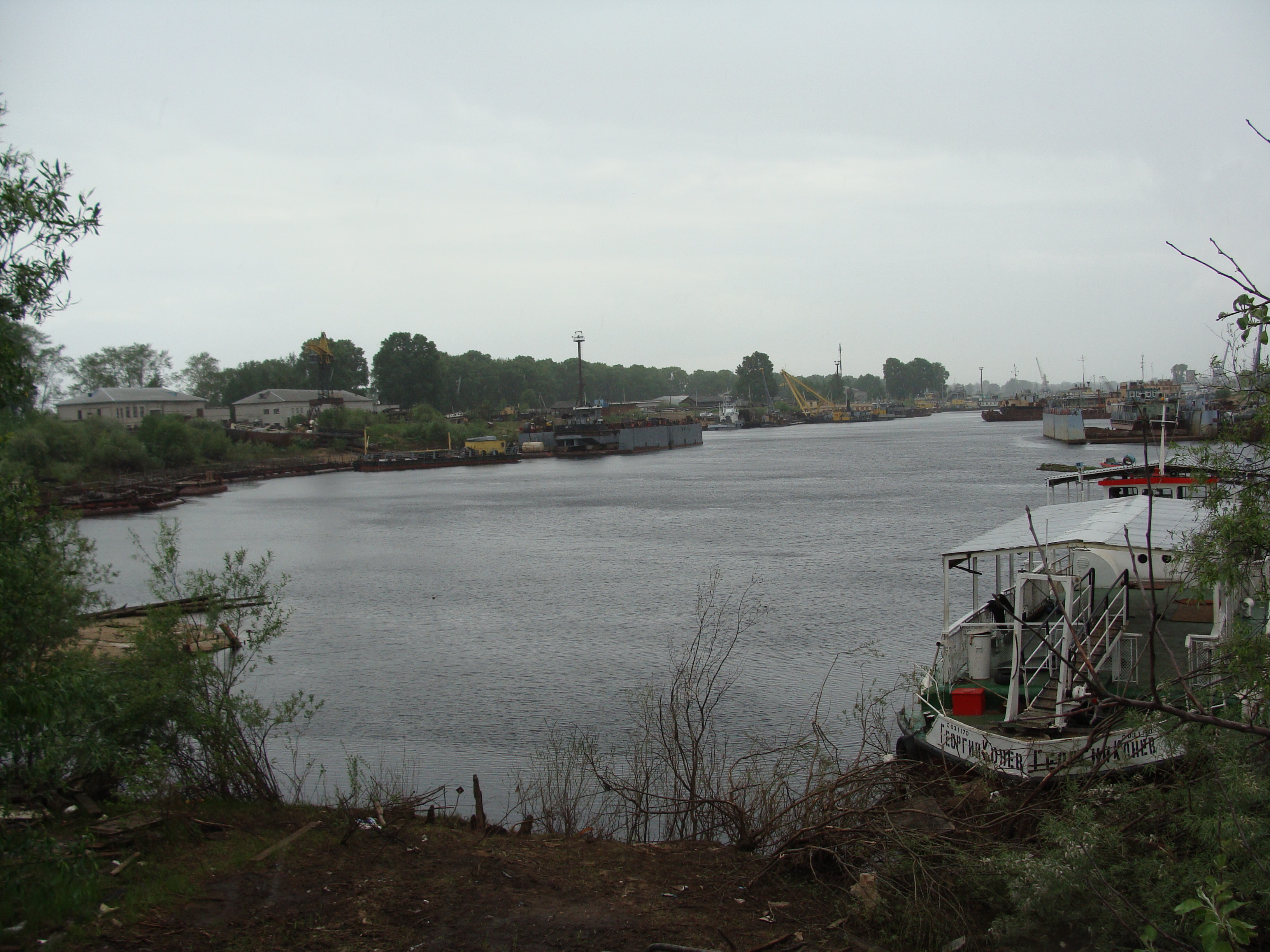
Затон Лименда, Котлас

За́водь, зато́н,  по́тча — часть акватории реки, защищённая от ледохода и течения, речной залив значительных размеров, удобный для зимовки или постоянной стоянки судов. Слова ильмень и сор для речных заливов имеют региональное использование.
Заводи бывают как естественные (например, превратившееся в залив русло старицы, часть акватории, отгороженная от основной акватории косой или речным островом), так и искусственные, отгороженные от основной акватории реки дамбами. Чаще всего заводь расположена в старых руслах рек (старица), в озёрах на пойме, соединённых с рекою протоком, и при впадении небольших притоков. В отдельных случаях образование речных заливов имеет тектоническую, карстовую и термокарстовую природу. В отличие от постоянных озер около русел рек, заливные озера расположены в пределах поймы рек и могут существовать как водоемы только при высоких уровнях воды. Последний тип крупных сезонных речных заливов особенно сильно распространен вдоль русла Янцзы в Китае.
Самыми крупными речными заливами в России являются Орель, Кизи и Шурышкарский Сор.

## Затоны
Слово «затон» используется, как правило, для относительно небольших приречных водоемов. Затоны часто используют для зимнего отстоя речных судов, в них же нередко располагают судоремонтные мастерские.
Слово «затон» нередко встречается в составе топонимов, например посёлки Затон и Куйбышевский Затон, район Москвы Нагатинский Затон, улица Княжий Затон в Киеве. Примеры затонов: Сокольский затон; Сологузовский затон; Васильевский затон; Городецкий затон; Сормовский затон; Красный затон; Спасский затон; Каменный затон.